# Fjällberget (naturreservat)
Fjällberget är ett naturreservat som omfattar berget med samma namn i Leksands kommun i Dalarnas län.
Området är naturskyddat sedan 2014 och är 58 hektar stort. Reservatet ligger på bergets nordostsluttning, ner mot Vådsjön och består av tallskog med granskog i de lägre partierna.
I nordväst återfinns Fänntjärnen, två bäckar och lite våtmark.